# Pachalik de Vidin
1846–1864
Le sandjak de Vidin, devenu, de 1846 à 1864, l'eyalet ou pachalik de Vidin (turc ottoman : ایالت ویدین ; Eyālet-i Vīdīn), parfois transcrit Viddin ou Widdin, est une unité administrative de l'Empire ottoman située dans le nord-ouest de l'actuelle Bulgarie. Sa capitale était Vidin, en Bulgarie actuelle. 

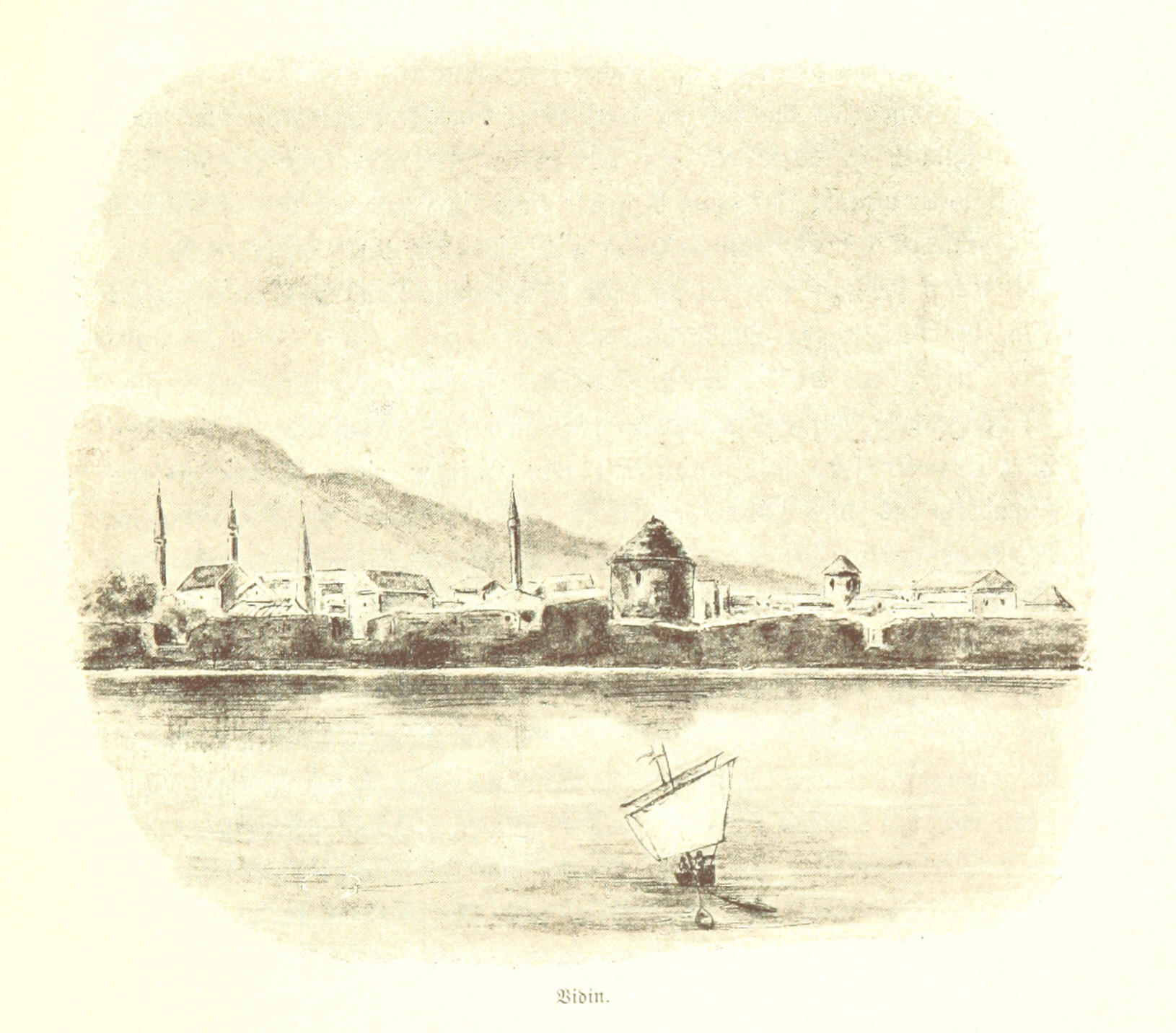
Vidin vue du Danube, par Leo von Kalbermatten, 1891

## Histoire

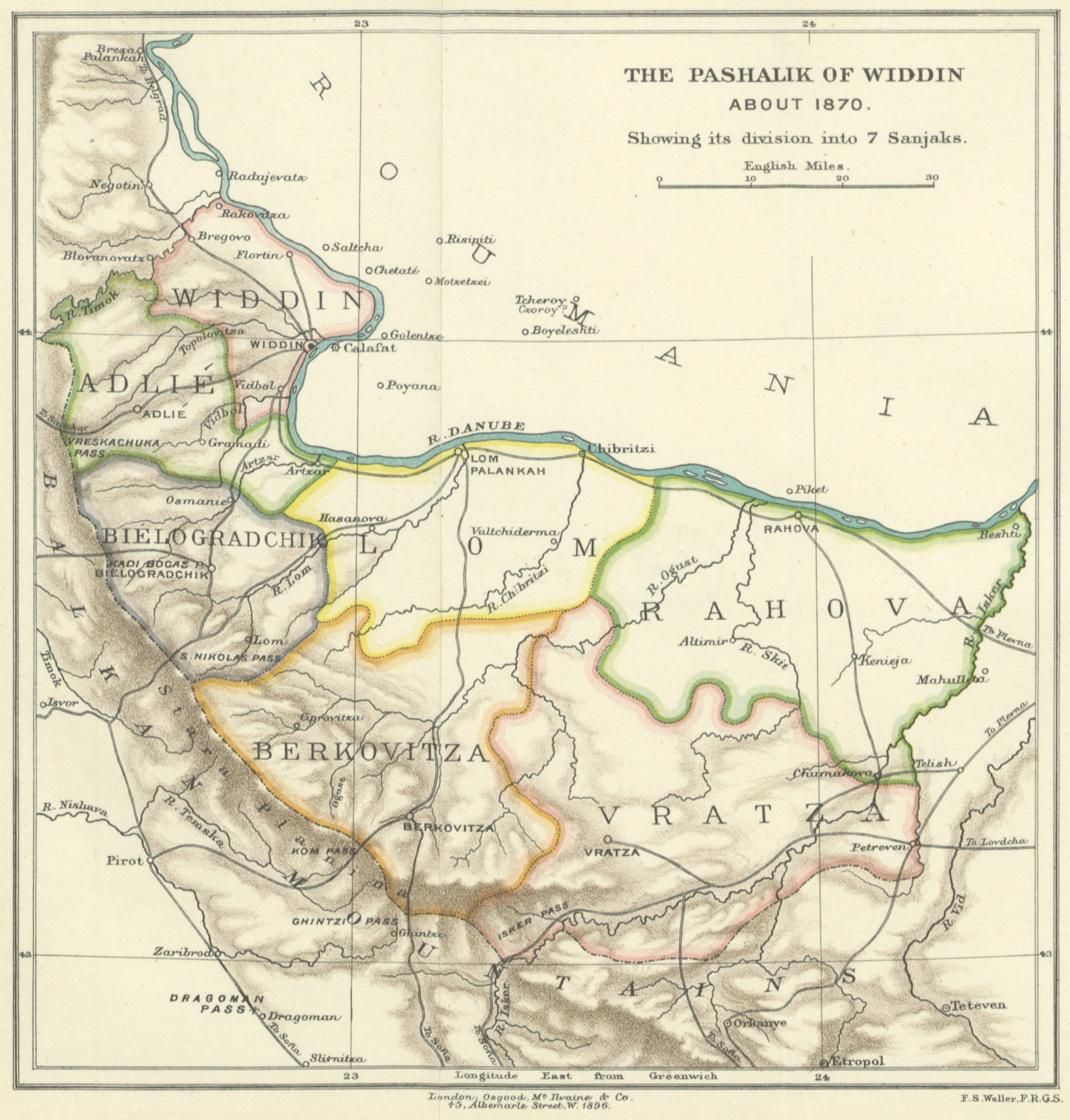
Carte du pachalik de Vidin vers 1870, par Frederick William von Herbert, 1896

Le sandjak (district) de Vidin fait partie des territoires détachés de l'ancien Empire bulgare et conquis par le sultan Bajazet Ier en 1396. Il est alors rattaché au beylerbeylik de Roumélie qui comprend l'ensemble des possessions ottomanes en Europe. 
Vidin, sur le Danube, est une des plus importantes forteresses ottomanes en Europe. Elle est prise et pillée par les Autrichiens en 1769 mais reprise par les Ottomans l'année suivante. Elle compte environ 25 000 habitants au début du XIXe siècle et elle est le siège d'un métropolite orthodoxe. Entre 1793 et 1807, son gouverneur, Osman Pazvantoğlu, se taille une principauté semi-indépendante. Le sultan Sélim III autorise alors les Serbes à s'armer contre le gouverneur rebelle mais ceux-ci, à partir de 1805, se soulèvent à leur tour contre le pouvoir ottoman. En 1807, Vidin est attaquée par les insurgés lors du premier soulèvement serbe. Après la mort d'Osman Pazvantoğlu en 1807 et du chef serbe Georges Petrović Karageorges en 1813, Vidin repasse sous l'autorité ottomane.
En 1846, les sandjaks de Niš et de Vidin sont détachés du pachalik de Roumélie et deviennent des provinces de premier rang (eyalets). En 1864, le pachalik de Vidin est incorporé dans le vilayet du Danube et ses sandjaks sont réduits à des cantons (kazas) à l'exception de Vidin.

## Subdivisions
Au milieu du XIXe siècle, le pachalik comprend trois sandjaks :
1. Sandjak de Tirnova
2. Sandjak de Vidin
3. Sandjak de Lom